# Вестернизација
Вестернизација (или западњаштво), такође европеизација или окцидентализација (од Окцидент), је процес у којем друштва долазе под или усвајају западну културу у областима као што су индустрија, технологија, наука, образовање, политика, економија, начин живота, право, норме, обичаји, обичаји, традиција, вредности, менталитет, перцепције, исхрана, одећа, језик, систем писања, религија и филозофија. Током колонијализма то је често укључивало ширење хришћанства.
Вестернизација је имала растући утицај широм света у последњих неколико векова, а неки мислиоци претпостављају да је вестернизација еквивалент модернизацији, о чему се често расправља.
Вестернизација вуче корене из античке Грчке. Касније, Римско царство ће преузети први процес вестернизације јер је било под јаким утицајем Грчке и створило је нову културу засновану на принципима и вредностима старогрчког друштва. Римљани су се појавили са културом која ће поставити нове темеље Европе  и прерасте у нови западни идентитет заснован на грчко-римском друштву.
Вестернизација се такође може упоредити са акултурацијом и инкултурацијом. Акултурација је „процес културних и психолошких промена који се дешавају као резултат контакта између културних група и њихових појединачних чланова“. Након контакта, промене у културним обрасцима су евидентне унутар једне или обе културе.
Феномен вестернизације не прати ниједан специфичан образац у друштвима јер ће се степен прилагођавања и стапања са западним обичајима дешавати у различитим размерама унутар различитих заједница. Конкретно, степен до којег доминација, уништење, отпор, опстанак, адаптација или модификација утичу на домаћу културу може се разликовати након међуетничких контаката.

## Дефиниција

### Земље које су део Запада
„Запад“ је првобитно дефинисан као западни свет. Хиљаду година касније, раскол Исток-Запад одвојио је Католичку цркву и Источну православну цркву једну од друге. Дефиниција Запада се мењала како је Запад био под утицајем других нација и ширио се на њега. Исламски и византијски научници су додали западни канон када су њихове грчке и римске књижевности покренуле ренесансу. Хладни рат је такође реинтерпретирао дефиницију Запада искључивањем земаља бившег Источног блока. Данас се већина модерних употреба термина односи на друштва на Западу и њихове блиске генеалошке, лингвистичке и филозофске потомке, међу којима су обично оне земље чији етнички идентитет и доминантна култура потичу из западноевропске културе. Међутим, иако имамо сличну историјску позадину, било би нетачно посматрати западни свет као монолитни блок, пошто многе културне, језичке, верске, политичке и економске разлике постоје између западних земаља и становништва.

### Различити погледи

#### Кишоре Махбубани и вестернизација
Књига Кишора Махбубанија под насловом Велика конвергенција: Азија, Запад и логика једног света је веома оптимистична. Предлаже да се ствара нова глобална цивилизација. Већина незападних земаља се диви и придржава се западног животног стандарда. Међутим, он нас упозорава да се овим новонасталим глобалним поретком мора владати кроз нове политике и ставове. Он тврди да креатори политике широм света морају променити своја предубеђења и прихватити да живимо у једном свету. Национални интереси морају бити избалансирани са глобалним интересима и моћ мора бити подељена. Махбубани подстиче да само кроз ове акције можемо створити свет који се бенигно приближава.
Он наводи да постоји сукоб између "Запада и остатка". и нуди три облика опште акције да незападне цивилизације могу да реагују према западним земљама.
1. Незападне земље могу покушати да постигну изолацију како би сачувале сопствене вредности и заштитиле се од западне инвазије. Међутим, Хантингтон тврди да су трошкови ове акције високи и да само неколико држава може да је настави.
2. Према теорији „обухватања“ незападне земље могу да се придруже и прихвате западне вредности.
3. Незападне земље могу да уложе напор да уравнотеже западну моћ кроз модернизацију. Они могу да развијају економску, војну моћ и да сарађују са другим незападним земљама против Запада, истовремено чувајући сопствене вредности и институције.

Крај вестернизације
Махбубани се супротставља овом аргументу у својој другој књизи, Нова азијска хемисфера: неодољиви помак глобалне моћи ка истоку. Овог пута, он тврди да се западни утицај сада „разоткрива“, а да се појављују источне силе као што је Кина.
Он даље објашњава опадање западног утицаја, наводећи разлоге за губитак кредибилитета Запада код остатка света.
1. Све је већа перцепција да ће западне земље дати приоритет својим домаћим проблемима у односу на међународне проблеме, упркос њиховим изговореним и писаним обећањима да ће имати глобалне интересе и потребе.
2. Запад постаје све пристраснији и близак у својој перцепцији „незападних“ земаља као што је Кина, проглашавајући је „неслободном“ земљом јер не следи демократски облик владавине.
3. Запад користи двоструке стандарде када се бави међународним питањима.
4. Како највеће источне популације добијају већу моћ, оне се удаљавају од западних утицаја за којима су тражили у прошлости. Осећај „антиамериканизма“ није привремен, као што би западњаци желели да верују – промена источњачког начина размишљања постала је превише значајна да би се поново променила.

#### Семјуел П. Хантингтон и вестернизација
За разлику од територијалног разграничења, други, попут америчког политиколога Семјуела Хантингтона (видети Сукоб цивилизација), сматрају шта је „западно“ засновано на верској припадности, као што је сматрање већинским западним хришћанским делом Европе и Северне Америке Запада, и стварање 6 других цивилизација, укључујући Латинску Америку, Конфучијанску, Јапанску, Исламску, Хинду и Словенско-православну, како би се организовао остатак света.
Штавише, Хантингтон тврди да је након завршетка хладног рата светска политика померена у нови аспект у коме незападне цивилизације више нису биле експлоатисани примаоци западне цивилизације, већ су постале још један важан актер који се придружује Западу да обликује и покреће Светска историја.

#### Едвард Саид и вестернизација
У Oријентализму Едвард Саид посматра вестернизацију онаквом каква се десила у процесу колонизације, вежбу есенцијализације „предметне расе“ како би се ефективније доминирала њима. Саид се помиње Артура Балфура, британског премијера од 1902. до 1905. године, који је успон национализма у Египту крајем 19. века сматрао контрапродуктивним за „добронамерни“ систем окупационе владавине. Балфур образлаже свој аргумент у корист наставка владавине египатским народом позивајући се на велико „разумевање“ египатске цивилизације у Енглеској и наводећи да су културолошке снаге Енглеске допуњавале и чиниле их природним супериорнијима у односу на расне недостатке Египта. Чин захтевања кохерентног знања о друштву у ствари објективизује, а друге га у маргинализацију, чинећи људе који су класификовани у ту расу као „скоро свуда скоро исти“. Саид такође тврди да овај однос према „инфериорним“ расама, у ствари, ради на томе да ојача и учини кохерентним оно што се подразумева под „Западом“; ако је „Оријенталац ирационалан, изопачен (пао), детињаст, „другачији...“ онда је „... Европљанин рационалан, крепост, зрео, нормалан“. Дакле, „Запад“ делује као конструкција на сличан начин као и „Оријент“ – то је створени појам који оправдава одређени скуп односа моћи, у овом случају колонизацију и владавину стране земље.

## Процес вестернизације

### Колонизација (1400–1970)

#### Европеизација
Од 1400-их па надаље, европеизација и колонијализам су се постепено ширили на већи део света и контролисали различите регионе током овог пет векова дугог периода, колонизујући или потчињавајући већину света. Након Другог светског рата, западни лидери и академици су настојали да прошире урођене слободе и међународну једнакост. Почео је период деколонизације. Крајем 1960-их, већини колонија је дозвољена аутономија. Те нове државе су често усвајале неке аспекте западне политике као што је устав, док су често реаговале против западне културе.

#### Вестернизација у Азији
Опште реакције на вестернизацију могу укључивати фундаментализам, протекционизам или прихватање у различитом степену. Земље као што су Кореја и Кина покушале су да усвоје систем изолационизма, али су на крају ставиле делове западне културе у своју сопствену, често додајући оригиналне и јединствене друштвене утицаје. Специфично за Тајван, индустрија свадбене фотографије била је под значајним утицајем западњачке идеје „љубави“. Како је испитала ауторка Бони Адриан, данашње тајванске свадбене фотографије пружају упечатљив контраст са прошлим прихваћеним нормама, савремени парови често показују велику физичку наклоност и, понекад, смештени у типично западњачка окружења како би увећали модерност, у поређењу са историјски истакнутим односом, често стоичким и дистанцираним, између невесте и младожење. Иако су западни концепти можда у почетку играли улогу у стварању ове културне промене на Тајвану, тржиште и жеља за фотографисањем невеста нису се наставили без прилагођавања и друштвених модификација овог западног појма.
У Кореји је први контакт са вестернизацијом био за време династије Чосун, у 17. веку. Сваке године, цар би слао неколико посланика у Кину и док су они боравили у Пекингу, тамо су били западни мисионари. Преко мисионара, корејски амбасадори су могли да усвоје западну технологију. Док се Кореја полако вестернизовала крајем 19. века, Кореја је имала идеју о „источним путевима и западним оквирима (東道西器)“, што значи да ће прихватити западњачку „чашу“, али је користити са источњачким принципима унутра.
У Јапану, Холандија је наставила да игра кључну улогу у преношењу западног знања Јапанцима од 17. века до средине 19. века, јер су Јапанци отворили своја врата холандским трговцима тек пре него што је комодор америчке морнарице Метју Пери посетио Јапан 1853. године. Након посете комодора Перија, Јапан је почео намерно да прихвата западну културу до те мере да је ангажовао западњаке да подучавају западњачке обичаје и традиције Јапанцима почевши од Меиђи ере. Од тада су многи јапански политичари охрабривали западњаштво Јапана употребом израза Datsu-A Ron, што значи аргумент за „напуштање Азије“ или „Збогом, Азијо“. У Datsu-A Ron, „вестернизација“ је описана као „неизбежна“, али „плодна“ промена. Међутим, насупрот томе, упркос великом напретку у индустријској ефикасности, Јапан је успео да одржи културу строге друштвене хијерархије и ограничене индивидуализације.
У Ирану, процес вестернизације датира још од покушаја земље да се вестернизира почетком 1930-их, који је диктирао Шах Реза Кан, а наставио његов син Мохамед током Хладног рата и узнемирио је углавном конзервативне шиитске муслиманске масе у земљи, те је био делимично одговоран за Иранску револуцију 1979. године.
У Турској, процес вестернизације датира из 19. века, познат као период Танзиматских реформи. Османско царство је почело да се мења према западној науци, пракси и култури. Империја је узела неке иновације са Запада. Такође, доприносом страних инжењера, Царство је поправило своје старе системе руку. Новоосноване школе, стални амбасадори и тајни савети били су суштински напредак за Царство. Напори вестернизације настављени су под вођством Мустафе Кемала Ататурка, уз прилагођавање латиничног писма и француског концепта секуларизма . Као резултат тога, Турска је једна од нација са већином западњачких муслимана.
- Пример вестернизације: Јапанско царство, Принц Хигашифушими у тично западњачкој униформи са белим рукавицама
- Сличност са америчким униформама
- Адил паша из Отоманског царства у типичној западњачкој униформи
- Још један пример сличности са америчким униформама

### Глобализација (1970-те – данас)
Вестернизација се често сматра делом текућег процеса глобализације. Ова теорија предлаже да је западна мисао довела до глобализације и да глобализација пропагира западну културу, што доводи до циклуса вестернизације. Поврх углавном западних владиних система као што су демократија и устав, многе западне технологије и обичаји попут музике, одеће и аутомобила уведени су у различитим деловима света и копирани и креирани у традиционално незападним земљама.
Међутим, вестернизација је такође преокренута у неким земљама након ратова или промена режима, на пример: Кина искључујући Тајван после 1949, Куба после револуције 1959, Јужни Вијетнам након комунистичког преузимања власти 1975, Авганистан након совјетске инвазије и Иран након револуција 1979. године.
Главне карактеристике су економска и политичка (слободна трговина) демократизација, комбинована са ширењем индивидуализоване културе. Често се сматрало супротним утицају комунизма широм света. Након распада СССР-а крајем 1991. и завршетка Хладног рата, многе од његових саставних држава и савезника су ипак прошле кроз вестернизацију, укључујући приватизацију индустрије коју је до тада контролисала држава.
С обзиром на то да дебате и даље трају, питање да ли се глобализација може окарактерисати као вестернизација може се посматрати у различитим аспектима. Глобализација се дешава у различитим аспектима, почевши од економије, политике, па чак и до хране или културе. Вестернизација се, према неким школама, сматра обликом глобализације који доводи до тога да свет буде сличан западним силама. Бити глобализован значи узети позитивне аспекте света, али глобализација такође доводи до дебате о западњаштву. Демократија, брза храна и америчка поп-култура могу бити примери који се сматрају вестернизацијом света.
Према „Теорији глобуса коју је скремблирала друштвена мрежа: нова сфера утицаја 2.0“, коју је објавио Јура Гентијум (Универзитет у Фиренци), све већу улогу у вестернизацији имају друштвени медији. Поређење са источњачком стварношћу, који је одлучио да забрани америчке друштвене медије (као што су Иран и континентална Кина са Фејсбуком, Твитером), означава политичку жељу да се избегне процес западњаштва сопственог становништва и начина комуникације.

## Последице
Због колонизације Америке и Океаније од стране Европљана, културни, етнички и језички састав Америке и Океаније је промењен. Ово је највидљивије у насељеничким колонијама као што су: Аустралија, Канада, Нови Зеланд и Сједињене Државе, па чак и, у мањој мери, неке латиноамеричке земље: Аргентина, Бразил, Чиле, Костарика и Уругвај, где је традиционално аутохтоно становништво је претежно демографски замењено неаутохтоним насељеницима због преношених болести и сукоба. Ово демографско преузимање у земљама досељеника често је резултирало језичком, друштвеном и културном маргинализацијом аутохтоног народа. Међутим, чак и у земљама у којима је остала велика популација домородачког становништва или су се аутохтони народи значајно измешали (местици) са европским насељеницима, као што су: Мексико, Перу, Панама, Суринам, Еквадор, Боливија, Венецуела, Белизе, Парагвај, Јужна Африка, Колумбија, Гватемала, Хаити, Хондурас, Гвајана, Ел Салвадор, Јамајка, Куба или Никарагва, и даље постоји релативна маргинализација.
Због колонизације и имиграције, раније преовлађујући језици у Америци, Аустралији, Новом Зеланду и делу Јужне Африке, сада су обично индоевропски језици или креолски језици на основу њих:
- енглески (Аустралија, Нови Зеланд, Сједињене Државе и Канада без Квебека који углавном говори француски); Енглески заједно са креолским језицима на енглеском (Англофона Африка, Антигва и Барбуда, Бахами, Барбадос, Доминика, Федералне Државе Микронезије, Фиџи, Гренада, Гвајана, Хонг Конг, Индија, Јамајка, Кирибати, Маршалска острва, Науру Папуа Нова Гвинеја, Папу Нова Гвинеја, Филипини, Свети Китс и Невис, Света Луција, Свети Винсент и Гренадини, Самоа, Сингапур, Соломонова острва, Шри Ланка, Тонга, Тувалу и Тринидад и Тобаго).
- француски (Квебек, Њу Бранзвик и делови Онтарија у Канади и Сен Пјер и Микелон); Француски заједно са креолским језицима на француском (Франкофона Африка, Француска Гвајана, Гвадалуп, Хаити, Вануату, Мартиник и Сен Бартелеми).
- шпански (Хиспанска Америка, Екваторијална Гвинеја, Западна Сахара и Филипини).
- португалски (Бразил, Лузофона Африка, Источни Тимор, Макао, Гоа и други чланови Заједнице земаља португалског језика).
- холандски заједно са креолским језицима (Суринам, Аруба и Холандски Антили).
- Африкаанс заједно са енглеским (делови Јужне Африке и Намибије).
- немачки заједно са креолским језицима (заједно са афричким у Намибији и неким областима у САД, као што је Пенсилванија (пенсилванијски холандски)

Многи аутохтони језици су на ивици изумирања. Међутим, неке насељеничке земље су се потрудиле да очувају аутохтоне језике; на пример, на Новом Зеланду језик Маори је један од три званична језика, други су енглески и новозеландски знаковни језик, други пример је Ирска, где је ирски први службени језик, а затим енглески као други службени језик.